# 알리스 타글리오니
알리스 타글리오니(Alice Taglioni, 1976년 7월 26일 ~ )는 프랑스의 배우이다.

## 출연 작품
- 누군가 어디에서 나를 기다리면 좋겠다 (2019)
- 미스터리 앳 더 루브르 뮤지엄 (2017)
- 힐 더 리빙 (2016)
- 프리미에 크루 (2014)
- 방콕의 시장에서 (2014)
- 베리 배드 걸스 (2014)
- 콜트 45 (2014)
- 쿠키(프랑스어판) (2013)
- 제이툰 (2012)
- 파리 맨해튼 (2012)
- 도망자 (2011)
- 왓 이프...? (2008)
- 캐쉬 (2008)
- 이지 웨이 (2007)
- 너의 진실을 깨달아 (2007)
- 보물섬 (2007)
- 발렛 (2006)
- 핑크 팬더 (2006)
- 마하 2.6 - 풀 스피드 (2005)
- 거짓말, 배신, 그리고 더 많은 관계들... (2004)
- 약제사 (2003)
- 프렌치 키스 2 (2002)
- 브르타뉴의 숲 (2002)